# Jimmy Jones (cestista)
James Jones, detto Jimmy (Tallulah, 1º gennaio 1945), è un ex cestista statunitense, professionista nella ABA e nella NBA.

## Carriera
Venne selezionato dai Baltimore Bullets al secondo giro del Draft NBA 1967 (13ª scelta assoluta).

## Statistiche
| * | Primo nella lega |

ABA-NBA

### Regular Season
| Anno            | Squadra                  | PG  | PT | MP   | TC%   | 3P%  | TL%   | RP  | AP  | PRP | SP  | PP   |
| --------------- | ------------------------ | --- | -- | ---- | ----- | ---- | ----- | --- | --- | --- | --- | ---- |
| 1967-1968       | N.O. Buccaneers (ABA)    | 78  |    | 41,7 | 46,7  | 22,2 | 70,9  | 5,7 | 2,3 |     |     | 18,8 |
| 1968-1969       | N.O. Buccaneers          | 77  |    | 41,4 | 53,5* | 14,3 | 80,5  | 5,7 | 5,7 |     |     | 26,6 |
| 1969-1970       | N.O. Buccaneers          | 70  |    | 35,9 | 49,7  | 22,2 | 81,0  | 4,5 | 4,9 |     |     | 20,7 |
| 1970-1971       | Memphis Pros (ABA)       | 80  |    | 37,6 | 48,6  | 57,1 | 77,8  | 4,8 | 5,9 |     |     | 19,6 |
| 1971-1972       | Utah Stars (ABA)         | 78  |    | 37,2 | 51,2  | 16,7 | 77,9  | 4,8 | 6,2 |     |     | 15,5 |
| 1972-1973       | Utah Stars               | 80  |    | 35,6 | 52,3  | 0,0  | 79,9  | 4,2 | 5,6 |     |     | 16,7 |
| 1973-1974       | Utah Stars (ABA)         | 83  |    | 38,1 | 55,0  | 0,0  | 88,4* | 4,3 | 5,2 | 1,9 | 0,4 | 16,8 |
| 1974-1975       | Washington Bullets (NBA) | 73  |    | 19,5 | 51,8  |      | 72,5  | 1,9 | 2,2 | 1,0 | 0,1 | 7,1  |
| 1975-1976       | Washington Bullets       | 64  |    | 17,7 | 49,7  |      | 76,6  | 2,0 | 1,9 | 0,5 | 0,1 | 5,9  |
| 1976-1977       | Washington Bullets       | 3   |    | 11,0 | 22,2  |      | 50,0  | 1,3 | 0,3 | 0,7 | 0,0 | 2,0  |
| Carriera ABA    | Carriera ABA             | 546 |    | 38,2 | 51,0  | 25,0 | 78,9  | 4,9 | 5,1 | 1,9 | 0,4 | 19,2 |
| Carriera NBA    | Carriera NBA             | 140 |    | 18,5 | 50,5  |      | 73,8  | 1,9 | 2,0 | 0,8 | 0,1 | 6,4  |
| Carriera Totale | Carriera Totale          | 686 |    | 34,2 | 50,9  | 25,0 | 78,5  | 4,3 | 4,5 | 1,2 | 0,2 | 16,6 |

#### Massimi in carriera
Regular Season
- Massimo di punti in ABA: 48 vs Oakland Oaks (9 dicembre 1968)
- Massimo di punti in NBA: 24 vs Los Angeles Lakers (24 novembre 1974)
- Massimo di rimbalzi in ABA: 14 vs Kentucky Colonels (18 marzo 1973)
- Massimo di rimbalzi in NBA: 7 (2 volte)
- Massimo di assist in ABA: 15 vs Indiana Pacers (4 febbraio 1972)
- Massimo di assist in NBA: 8 vs Cleveland Cavaliers (8 dicembre 1974)
- Massimo di palle rubate in ABA: 7 vs New York Nets (7 gennaio 1973)*
- Massimo di palle rubate in NBA: 6 vs Cleveland Cavaliers (30 dicembre 1974)*
- Massimo di stoppate in ABA: 4 vs Indiana Pacers (19 ottobre 1973)*
- Massimo di stoppate in NBA: 2 vs Golden State Warriors (14 dicembre 1974)*

(* tenendo conto dei dati ABA e NBA al momento disponibili e che le statistiche di queste categorie vennero registrate sistematicamente solo dalla stagione ABA 1973-1974)

### Play-off
| Anno            | Squadra                  | PG  | PT | MP    | TC%   | 3P% | TL%  | RP  | AP  | PRP | SP  | PP    |
| --------------- | ------------------------ | --- | -- | ----- | ----- | --- | ---- | --- | --- | --- | --- | ----- |
| 1968            | N.O. Buccaneers (ABA)    | 17* |    | 46,2* | 45,7  | 0,0 | 73,7 | 6,9 | 3,3 |     |     | 22,1  |
| 1969            | N.O. Buccaneers          | 11  |    | 40,5  | 55,2  | 0,0 | 76,1 | 5,3 | 5,4 |     |     | 30,2* |
| 1971            | Memphis Pros (ABA)       | 4   |    | 32,5  | 50,0  |     | 68,0 | 6,0 | 3,8 |     |     | 16,3  |
| 1972            | Utah Stars (ABA)         | 11  |    | 39,5  | 54,1  |     | 71,4 | 4,0 | 6,3 |     |     | 21,0  |
| 1973            | Utah Stars               | 10  |    | 31,6  | 49,2  |     | 79,5 | 4,1 | 4,3 |     |     | 16,3  |
| 1974            | Utah Stars (ABA)         | 18* |    | 41,2  | 57,7* | 0,0 | 77,6 | 4,8 | 5,4 | 1,5 | 0,3 | 20,8  |
| 1975            | Washington Bullets (NBA) | 11  |    | 18,7  | 45,3  |     | 90,9 | 2,0 | 1,9 | 1,5 | 0,1 | 6,2   |
| 1976            | Washington Bullets       | 7   |    | 23,6  | 48,9  |     | 85,7 | 2,4 | 1,4 | 1,4 | 0,0 | 8,9   |
| Carriera ABA    | Carriera ABA             | 71  |    | 40,2  | 52,1  | 0,0 | 75,0 | 5,2 | 4,8 | 1,5 | 0,3 | 21,7  |
| Carriera NBA    | Carriera NBA             | 18  |    | 20,6  | 46,8  |     | 87,5 | 2,2 | 1,7 | 1,4 | 0,1 | 7,2   |
| Carriera Totale | Carriera Totale          | 89  |    | 36,2  | 51,7  | 0,0 | 75,8 | 4,6 | 4,2 | 1,5 | 0,2 | 18,8  |

#### Massimi in carriera
Play-off
- Massimo di punti in ABA: 45 (2 volte)
- Massimo di punti in NBA: 14 vs Cleveland Cavaliers (26 aprile 1976)
- Massimo di rimbalzi in ABA: 14 vs Indiana Pacers (7 aprile 1971)
- Massimo di rimbalzi in NBA: 4 (3 volte)
- Massimo di assist in ABA: 11 vs Indiana Pacers (24 aprile 1972)
- Massimo di assist in NBA: 5 vs Buffalo Braves (10 aprile 1975)
- Massimo di palle rubate in ABA: 4 (2 volte)*
- Massimo di palle rubate in NBA: 3 vs Cleveland Cavaliers (17 aprile 1976)*
- Massimo di stoppate in ABA: 3 vs Indiana Pacers (12 aprile 1973)*
- Massimo di stoppate in NBA: 0*

(* tenendo conto dei dati ABA e NBA al momento disponibili e che le statistiche di queste categorie vennero registrate sistematicamente solo dalla stagione ABA 1973-1974)

## Palmarès
- ABA All-Rookie Team (1968)
- All-ABA Team: 3

First Team: 1969, 1973, 1974
- ABA All-Star Game: 6

1968, 1969, 1970, 1971, 1973, 1974
- Più alta percentuale di tiro dal campo ABA (1968-1969)
- Miglior tiratore di liberi ABA (1973-1974)
- Maggior numero di tiri da due punti realizzati in stagione ABA: (1968-1969)
- Maggior numero di tiri dal campo realizzati in stagione ABA: (1968-1969)
- Più alta percentuale di tiro dal campo dei Playoff ABA (1974)
- Migliore marcatore della stagione ABA nei Playoff (1969)
- Undicesimo miglior marcatore di sempre ABA
- Settimo miglior marcatore di sempre per numero di punti segnati nei Playoff ABA
- Quarantunesimo migliore rimbalzista di sempre ABA
- Quinto per numero di assist di sempre ABA
- Settimo migliore giocatore di sempre per assist a partita ABA in regular season (5,1 assist a partita)
- Settimo per numero di tiri liberi realizzati nella storia dell'ABA
- Settimo giocatore con il maggior numero di minuti giocati nella storia dell'ABA (20.873)
- ABA All-Time Team